# Charles Stone
Charles Owen Stone (1893. szeptember – ?) ausztrál ászpilóta.

## Élete

### Ifjúkora
Stone az Egyesült Királyságban, Londonban született. Születését követően a család Ausztráliába vándorolt ki. Charles Stone itt folytatta tanulmányait, s az első világháború kitörésekor belépett az ausztrál hadseregbe.

### Katonai szolgálata
A légierőhöz 1917 körül került.  A 2. ausztrál repülőszázadba osztották be, osztagával pedig Franciaországba, a nyugati frontra került. S.E.5a típusú gépével számos légi csatát vívott meg német ellenfeleivel. 1918. július 17-e és 1918. november 4-e között hét igazolt légi győzelmet szerzett (hét ellenséges gépet lőtt le).
További életéről nem szól a forrás.

### Légi győzelmei
| Sorszám | Dátum               | Egység                   | Repülőgép | Ellenfél     |
| ------- | ------------------- | ------------------------ | --------- | ------------ |
| 1       | 1918. július 17.    | 2. ausztrál repülőszázad | S.E.5a    | Fokker Dr.I  |
| 2       | 1918. szeptember 3. | 2. ausztrál repülőszázad | S.E.5a    | Fokker D.VII |
| 3       | 1918. október 14.   | 2. ausztrál repülőszázad | S.E.5a    | Fokker D.VII |
| 4       | 1918. október 14.   | 2. ausztrál repülőszázad | S.E.5a    | Fokker D.VII |
| 5       | 1918. október 28.   | 2. ausztrál repülőszázad | S.E.5a    | Fokker D.VII |
| 6       | 1918. november 4.   | 2. ausztrál repülőszázad | S.E.5a    | Fokker D.VII |
| 7       | 1918. november 4.   | 2. ausztrál repülőszázad | S.E.5a    | Fokker D.VII |